# 808 Merxia
808 Merxia
808 Merxia là một tiểu hành tinh ở vành đai chính. Nó được Luigi Carnera phát hiện ngày 11.10.1901 ở Heidelberg và được đặt theo tên Adalbert Merx, cha vợ của Luigi Carnera.
Tên của nó lại được dùng đặt cho nhóm tiểu hành tinh Maerxia